# J-T06
J-T06(ジェイ ティー ゼロロク)は、東芝が製造し、J-フォン（現・ソフトバンク）が販売していたPDC通信方式の携帯電話端末である。

## 特徴
東芝としては初となる写メール対応機種で、モバイルフラッシュライトが同梱されている。ちなみに、携帯電話としては初となるモバイルフラッシュライト搭載機種である。